# 走出憂鬱 (黛比·吉布森專輯)
《走出憂鬱》（英語：Out of the Blue，又譯出乎意料）是美國女歌手黛比·吉布森（Debbie Gibson）首張個人錄音室專輯，1987年8月由美國大西洋唱片公司發行。《走出憂鬱》在美國告示牌專輯榜摘下第7名的成績，推出的單曲更是連續四首進入Top 5，其中還包括一首全美冠軍曲〈Foolish Beat〉，專輯在全美地區銷售突破三白金，這樣子的成績對一個樂壇新人而言算是相當優異。黛比·吉布森推出《走出憂鬱》時年僅17歲，這張一鳴驚人之作也讓她星運大開迅速走紅，成為時下最受歡迎的偶像歌手。

## 內容

### 專輯簡介
《走出憂鬱》一共收錄10首歌曲，其中多數是節奏輕快的舞曲，黛比·吉布森一人包辦了全部歌曲的創作，除了演唱之外她還負責編曲以及鍵盤樂器伴奏，此外她還另兼部分歌曲製作的工作，動感活潑的首支單曲〈Only in My Dreams〉還是黛比·吉布森在13歲時寫下的作品。

### 商業成績
首支單曲〈Only in My Dreams〉在1986年12月率先推出，但當時唱片公司並未多加宣傳，也未安排黛比·吉布森上電台電視打歌，因此市場的反應很冷淡，這首歌曲一直到半年多以後才終於進入美國單曲榜，最終在1987年9月5日拿下第4名的成績。唱片公司待〈Only in My Dreams〉打進Top 10之後，才將專輯《走出憂鬱》發行。《走出憂鬱》在1987年9月5日進入美國專輯榜，首週成績為第173名，當週的冠軍專輯是惠妮·休斯頓的《惠妮》，《走出憂鬱》在進榜後名次穩定向上攀升，但上升的速度卻相當緩慢，終於在1988年2月27日來到第7名位置，在蟬連兩週之後名次始往下掉，這張專輯最終在榜內停留了89週，全美銷售逾300萬張成為三白金唱片。
在〈Only in My Dreams〉拿下單曲榜第4名之後，〈Shake Your Love〉和〈Out of the Blue〉分別拿下第4名和第3名，〈Foolish Beat〉更進一步摘下冠軍寶座，最後一首單曲〈Staying Together〉也獲得了第22名的成績。
《走出憂鬱》在英國專輯榜獲得第26名。〈Shake Your Love〉和〈Foolish Beat〉分別拿下第7名和第9名，〈Shake Your Love〉是黛比·吉布森在英國單曲榜上成績最好的歌曲。

### 樂評獎項影響
黛比·吉布森出道之際正好遇上多位重量級藝人也發片，像是麥可·傑克森、喬治·麥可、U2、邦·喬飛樂團、瑪丹娜以及惠妮·休斯頓等天王天后不約而同的推出新專輯，那個時候其實也正是全球唱片業開始大量蓬勃發展的美好年代。初生之犢不畏虎的黛比·吉布森，憑藉著首張專輯展現出一鳴驚人之姿勇闖西洋流行樂壇，年輕本錢加上實力深厚以及姣好的外貌，讓這張專輯在推出後獲得歌迷廣大的迴響，並締造市場銷售佳績，讓她在人才濟濟的美國樂壇上掙得自己一席地位。1988年，《走出憂鬱》的歌曲還沒有全部推出，黛比·吉布森已經在錄製第二張個人專輯了。
黛比·吉布森和同時出道的提芬妮（Tiffany）被媒體塑造成事業上的競爭對手，兩人不但年齡相仿，同時期發片又都獲得相當優異的成績，因此娛樂媒體常將兩人在事業上的成就拿來做比較。黛比·吉布森和提芬妮兩人的形象包裝、擅長歌路並不一樣，彼此也都擁有廣大的歌迷群，在事隔多年以後，兩人還一起合作，共同點還有出現在美國樂壇上曇花一現的時代現象。

## 曲目
全碟曲詞：黛比·吉布森
全碟監製：Fred Zarr、Debbie Gibson、John Morales、Sergio Munzibai、Lewis A. Martineé
Side One
1. "Out of the Blue" (3:55)
2. "Staying Together" (4:07)
3. "Only in My Dreams" (3:54)
4. "Foolish Beat" (4:25)
5. "Red Hot" (3:54)

Side Two
1. "Wake Up to Love" (3:42)
2. "Shake Your Love" (3:44)
3. "Fallen Angel" (3:43)
4. "Play the Field" (4:37)*
5. "Between the Lines" (4:42)